# Jack Montrose
Jack Montrose, bijnaam 'West Coast Jack', (Detroit, 30 december 1928 – Las Vegas, 7 februari 2006) was een Amerikaanse saxofonist en arrangeur die actief was in de West Coast Jazz.
Montrose werd in 1947 lid van de groep van John Kirby, waar hij voor het eerst speelde met saxofonist en klarinettist Bob Gordon. Hij studeerde daarnaast aan Los Angeles State College. Hij werkte bij bigband-leider Jerry Gray (1953) en  saxofonist Art Pepper (1954), daarna was hij als freelancer werkzaam aan de westkust. Hij werkte hier onder meer met Chet Baker, Lennie Niehaus en Shorty Rogers en nam op met bijvoorbeeld Mel Tormé en Abbey Lincoln. Onder eigen naam maakte hij halverwege de jaren vijftig meerdere platen, die niet zo succesvol waren. Door drugsproblemen verdween hij uit de jazzscene en toen hij weer clean was, waren de hoogtijdagen van de cooljazz al voorbij. Hij speelde daarna voornamelijk in bands in casino's in Las Vegas. In 1977 was hij echter weer terug en vanaf 1986 kwam hij met een paar platen, met onder meer pianist Pete Jolly.  

## Discografie (selectie)
- Arranged/Played/Composed by Jack Montrose (met o.m. Bob Gordon), Atlantic, 1955 (Koch, 2000)
- The Horn's Full (met o.m. Red Norvo en Jim Hall), RCA, 1956
- Blues and Vanilla (idem), RCA, 1956
- Better Late than Never, Slingshot, 1986
- Let's Do It!, Holt, 1990
- Quintet Plays Holt (composities David Holt), Holt, 1995
- The Jack Montrose Sextet (Montrose-plaat uit 1956 en het Gordon-album "Meet Mr.Gordon"), Blue Note, 1998 ('Album Pick' bij Allmusic)